# El Pont de Suert
El Pont de Suert (em  catalão ribagorçano: Lo Pont de Suert) é um município da Espanha na província de Lérida, comunidade autónoma da Catalunha. Tem 148,1 km² de área e em 2021 tinha 2 331 habitantes (densidade: 15,7 hab./km²). É a capital da comarca de Alta Ribagorça.

## Demografia
| Variação demográfica do município entre 1991 e 2004 [carece de fontes?] | Variação demográfica do município entre 1991 e 2004 [carece de fontes?] | Variação demográfica do município entre 1991 e 2004 [carece de fontes?] | Variação demográfica do município entre 1991 e 2004 [carece de fontes?] |
| ----------------------------------------------------------------------- | ----------------------------------------------------------------------- | ----------------------------------------------------------------------- | ----------------------------------------------------------------------- |
| 1991                                                                    | 1996                                                                    | 2001                                                                    | 2004                                                                    |
| 2285                                                                    | 2167                                                                    | 2048                                                                    | 2212                                                                    |